# Crestomatia de programas
Em programação de computadores, crestomatia de programas é uma coleção de programas similares escritos em linguagens de programação diferentes, com o propósito de demonstrar as diferenças de sintaxe, semântica e idioma de cada linguagem. A coleção mais conhecida é o projeto "Hello, World!" da ACM.
O termo é atribuído a Eric S. Raymond, que o teria utilizado pela primeira vez no sítio Retrocomputing Museum. O termo é uma analogia à crestomatia utilizada no meio literário para designar uma coletânea de trechos escolhidos de autores clássicos.